# Золотокіс малий
Золотокіс малий (Cossyphicula roberti) — вид горобцеподібних птахів родини мухоловкових (Muscicapidae). Єдиний представник монотипового роду Малий золотокіс (Cossyphicula).

## Підвиди
Виділяють два підвиди:
- C. r. roberti (Sharpe, 1902) — гори Камерунської лінії;
- C. r. rufescentior (Prigogine, 1957) — гори Альбертинського рифту.

## Поширення і екологія
Малі золотокоси живуть в гірських лісах Альбертінського рифту (в ДР Конго, Уганді, Руанді і Бурунді), а також в тропічних лісах Камерунської лінії (в Нігерії, Камеруні і на острові Біоко). Зустрічаються на висоті від 650 до 2400 м над рівнем моря.